# Индонезия на летних Олимпийских играх 1988
Индонезия принимала участие в Летних Олимпийских играх 1988 года в Сеуле (Корея) в восьмой раз за свою историю, и завоевала одну бронзовую медаль. Сборную страны представляли 29 участников, из которых 6 женщин.

## Серебро
- Стрельба из лука, женщины — Нурфитрияна Сайман, Кусума Вардхани и Лилис Хандаяни[2]